# كرستن هارتمان
كرستن هارتمان (بالألمانية: Kerstin Hartmann )‏ (و. 1988  م) هي مجدفة ألمانية، ولدت في أولم، شاركت في التجديف في الألعاب الأولمبية الصيفية 2012 - رباعي مزدوج سيدات ‏، و [التجديف في الألعاب الأولمبية الصيفية 2016].

## روابط خارجية
- كرستن هارتمان على موقع الاتحاد الدولي للتجديف (الإنجليزية)
- كرستن هارتمان على موقع اللجنة الأولمبية الدولية (الإنجليزية)
- كرستن هارتمان على موقع أوليمبيديا (الإنجليزية)
- كرستن هارتمان على موقع اللجنة الأولمبية الألمانية (الألمانية)